# إدموند نيلسون كاربنتر
إدموند نيلسون كاربنتر هو سياسي أمريكي، ولد في 27 يونيو 1865 في ويلكس بار في الولايات المتحدة، وتوفي في 4 نوفمبر 1952. نشط حزبياً في الحزب الجمهوري. وقد انتخب عضو مجلس النواب الأمريكي ‏.